# Zacisze-Zalesie-Szczytniki
Zacisze-Zalesie-Szczytniki – osiedle administracyjne Wrocławia utworzone na terenie byłej dzielnicy Śródmieście.
Osiedle Zacisze-Zalesie-Szczytniki powstało na mocy uchwały Rady Miejskiej Wrocławia XX/110/91 wprowadzającej nowy system podziału administracyjnego Wrocławia, gdzie osiedla zastąpiły funkcjonujące do tej pory dzielnice. Osiedle obejmuje obszar trzech dawnych wsi: Szczytnik przyłączonych do miasta w roku 1868, Zacisza przyłączonego w roku 1904 oraz Zalesia znajdującego się w granicach Wrocławia od roku 1928. Osiedle zajmuje północną część tzw. Wielkiej Wyspy granicą, która oddziela je od sąsiedniego osiedla Biskupin-Sępolno-Dąbie-Bartoszowice jest oś ulicy Adama Mickiewicza.